# Barikanchi Pidgin
 (janvier 2024).
Le pidgin Barikanchi, Barikanci ou Bastard Hausa est un pidgin de la langue haoussa parlée au Nigeria. Le barikanci est utilisé par les forces armées nigérianes pour assurer une communication claire entre les membres de l'armée, qui sont linguistiquement différents.

## Histoire
Dans l'armée nigériane, la majorité des membres sont originaires du nord du pays. La langue haoussa est donc devenue la lingua franca, ouvrant la voie au pidgin hausa, également connu sous le nom de hausan bariki. Cette langue s'est développée dans les casernes de l'armée britannique dans le nord du Nigéria au cours de la première partie du XXe siècle et a été utilisée comme lingua franca parmi les Nigérians d'origines linguistiques diverses.
En tant que langue militaire, le barikanci est principalement parlé dans les casernes militaires. Le terme « barikanci » dérive du mot bariki, qui signifie caserne.